# Ceui
Ceui (/ˈseɪ/) es una cantante japonesa, nacida un 31 de enero en la prefectura de Chiba, Japón, a pesar de que creció en Fukuoka. El nombre de Ceui se deriva de la palabra portugués céu, que significa "cielo". Ella ha estado cantando desde el año 2000, pero hizo su debut en 2007 cantando el tema de cierre para la serie anime Shattered Angels, y desde entonces ha hecho canciones para otros anime Sola, Sora o Miageru Shōjo no Hitomi ni Utsuru Sekai, Sora Kake Girl, y Aoi Hana. Ella ha lanzado once sencillos y lanzó su álbum de mayor debut Glassy Heaven el 22 de julio de 2009.

## Biografía
Ceui nació en Chiba, Japón, a pesar de que creció en Fukuoka. Debido a la influencia de su madre como profesora de piano, Ceui comenzó el aprendizaje de piano clásico a sus seis años de edad. Cuando era niña, ella se interesó en literatura infantil y poesía, y comenzó a escribir versos por sí misma. Como estudiante, fue miembro del club de instrumentos de viento y coro. Ella fue a la universidad de mujeres Shirayuri donde se graduó con una licenciatura en Literatura japonesa.
En 2000, Ceui hizo una maqueta musical y fue capaz de producir dos álbumes de seis pistas para el almacén de muebles para el hogar japonés Francfranc titulados Spring Time y Autumn Mind; los álbumes fueron lanzados a través de Filter Ink. Oficialmente, estos álbumes fueron lanzados como "Francfranc's Bedside Music Selection featuring Ceui". En 2002, Ceui trabajó en un CD como proyecto con la compañía de ropa japonesa Sanei-International para su marca de ropa, LUVLISH 'cos brilliant. En 2003, Ceui se fue en una gira en vivo en el extranjero con otros artistas patrocinados por Filter Ink. El 21 de octubre de 2004, Ceui lanzó un álbum independiente titulado Ashimoto ni Furu Ame: Raindrops falling on My Feet, que fue vendido en las tiendas de HMV a nivel nacional en Japón. El mismo día, un CD como proyecto de Ceui había trabajado en la caja de la fortuna japonesa Kaoruko Stella titulado Love Chance Music y también salió a la venta. En 2006, Ceui proporcionó un coro a la pianista ciega japonesa Kohshi Kishita.
Ceui hizo su debut en "MellowHead", un sello musical registrado de Lantis con el lanzamiento de su primer sencillo "Madoromi no Rakuen" en febrero de 2007. Ceui liberaría un sencillo más en 2007, "Mellow Melody", seguido por otro en 2008, "Kamigami no Shi". Ceui liberó cinco sencillos más en 2009, así como su álbum debut Glassy Heaven en julio de 2009. Su noveno sencillo "Truth Of My Destiny" fue liberado en 2010.
En 2013, la cantante Annabel y Ceui colaboraron en el sencillo de escisión "Phantasmagoria/Shall We Dance" para la serie OVA, Hanayaka Nari, Waga Ichizoku: Kinetograph.

## Discografía

### Álbumes
| N.º | Año  | Información | Posición en el top Oricon |
| --- | ---- | --- | ------------------------- |
| 1   | 2000 | Autumn Mind - Formato: CD | —                         |
| 2   | 2000 | Spring Time - Formato: CD | —                         |
| 3   | 2004 | Ashimoto ni Furu Ame (Raindrops falling on My Feet) (足もとに降る雨～Raindrops falling on My Feet～Ashimoto ni Furu Ame (Raindrops falling on My Feet) ?) - Publicado: 21 de octubre de 2004 - Formato: CD | —                         |
| 4   | 2009 | Glassy Heaven - Publicado: 22 de julio de 2009 - Formato: CD+DVD | 236                       |
| 5   | 2012 | Labyrintus - Publicado: 20 de junio de 2012 - Formato: CD+DVD | 84                        |
| 6   | 2012 | Rapsodia - Publicado: 26 de diciembre de 2012 - Formato: CD, DVD, CD+DVD | 131                       |
| 7   | 2013 | Gabriel Code ~Eden e Michibiku Hikari no Gakuhu~ (ガブリエル・コード 〜エデンへ導く光の楽譜〜Gabriel Code ~Eden e Michibiku Hikari no Gakuhu~ ?) - Publicado: 20 de noviembre de 2013 - Formato: CD        | —                         |
| 8   | 2015 | Pastel Eden (パステル エデン)Pastel Eden?) - Publicado: 20 de mayo de 2015 | —                         |

### Sencillos
| N.º | Año  | Canción                                              | Posición en el top Oricon | Álbum                                           |
| --- | ---- | ---------------------------------------------------- | ------------------------- | ----------------------------------------------- |
| 1   | 2007 | "Madoromi no Rakuen" (微睡みの楽園?)                 | 146                       | Glassy Heaven                                   |
| 2   | 2007 | "Mellow Melody"                                      | 41                        | Glassy Heaven                                   |
| 3   | 2008 | "Kamigami no Shi" (神々の詩?)                        | 30                        | Rapsodia                                        |
| 4   | 2009 | "Hikari to Yami to Toki no Hate" (光と闇と時の果て?) | 89                        | Labyrinthus                                     |
| 5   | 2009 | "Espacio"                                            | 60                        | Glassy Heaven                                   |
| 6   | 2009 | "Seisen Spectale" (聖戦スペクタル?)                  | 154                       | Glassy Heaven                                   |
| 7   | 2009 | "Centifolia" (センテフォリア?)                       | 155                       | Labyrinthus                                     |
| 8   | 2009 | "Prism" (プリズム?)                                  | -                         | Rapsodia                                        |
| 9   | 2010 | "Truth Of My Destiny"                                | 75                        |                                                 |
| 10  | 2010 | "Last Inferno"                                       | 64                        |                                                 |
| 11  | 2011 | "Stardust Melodia"                                   | 26                        |                                                 |
| 12  | 2012 | "Kaze no Naka no Primrose"                           | 63                        | Rapsodia                                        |
| 13  | 2013 | "Soai Calendula"                                     | 92                        | Gabriel Code: Eden e Michibiku Hikari no Gakufu |
| 14  | 2014 | "'pandora"                                           | 140                       |                                                 |

### Compilaciones
| N.º | Año  | Información                                                                                    |
| --- | ---- | ---------------------------------------------------------------------------------------------- |
| 1   | 2006 | Crystal3: Circus Vocal Collection Vol.3 - Publicado: 21 de diciembre de 2006                   |
| 2   | 2007 | Oratorio - Publicado: 8 de agosto de 2007                                                      |
| 3   | 2008 | @Lantis NonStop Dance Remix Vol.1 - Publicado: 23 de abril de 2008                             |
| 4   | 2008 | Songs from Eternal Fantasy - Publicado: 27 de febrero de 2008                                  |
| 5   | 2009 | Brilliant World - Publicado: 7 de enero de 2009                                                |
| 6   | 2009 | Sora o Miageru Shōjo no Hitomi ni Utsuru Sekai Inspired Album - Publicado: 25 de marzo de 2009 |